# هل أنت إنسان أيضا؟
هل أنت إنسان أيضًا؟ (بالهانغل: 너도 인간이니?)؛ ويُعرف عند العرب باسم صناعة إنسان، هو مسلسل خيال علمي تلفزيوني كوري جنوبي بُث على كي بي إس 2 من 4 يونيو إلى 7 أغسطس 2018.

## القصة
نام شين هو ابن لعائلة تمتلك شركة تصنيع كبيرة. بعد حادث غير متوقع، يدخل في غيبوبة. والدته أوه را رولا برفيسورة في علم الدماغ والذكاء الاصطناعي، كانت قبل ذلك قد صنعت روبوتا شبيهًا بابنها يُدعى نام شين (رمزيًّا: نام شين الثالث أو النسخة الثالثة) (بالإنجليزية: Nam Shin III). الروبوت يتظاهر بأنه نام شين ولديه حارسة شخصية باسم كانغ سو بونغ.

## الممثلون
- سو كانغ جون بدور: نام شين البشري / نام شين الآلي
- غونغ سونغ يون بدور: كانغ سو بونغ
- تشا إن ها

## روابط خليجية
- هل انت انسان ايضا؟ على موقع IMDb (الإنجليزية)
- هل انت انسان ايضا؟ على موقع نتفليكس (الإنجليزية)
- هل انت انسان ايضا؟ على موقع كينوبويسك (الروسية)
- هل انت انسان ايضا؟ على موقع قاعدة بيانات الفيلم (الإنجليزية)
- هل أنت إنسان أيضا؟ على الموقع الرسمي
- هل أنت إنسان أيضا؟ على هانسينما